# Eva Ayllón + Inti-Illimani Histórico
Eva Ayllón + Inti-Illimani Histórico es un álbum en directo de la agrupación chilena Inti-Illimani Histórico con la folclorista peruana Eva Ayllón, el concierto fue grabado en el clásico café santiaguino Café Torres los días 17 y 18 de enero de 2012, en la presentación se interpretaron canciones de la discografía de Inti-Illimani como también de otros artistas y la aparición de un tema inédito.
El álbum incorpora sonoridades afroamericanas junto a canciones de cantautores chilenos como Víctor Jara, Gitano Rodríguez y Elizabeth Morris. El fruto de la alianza de Inti-Illimani Histórico & Eva Ayllón motivó una gira llamada "Cantos de Latinoamérica Morena" que los llevó a recorrer Santiago, Concepción y Valparaíso para posteriormente extenderse a Uruguay, Argentina y territorio europeo, presentándose en Francia, Holanda, Bélgica, España, Alemania, Austria, Inglaterra e Italia.
Una de las canciones interpretadas era inédita hasta la fecha: "Ritmos negros del Perú", un poema de Nicomedes Santa Cruz  musicalizado por José Seves. El álbum también incluye un DVD con la presentación el cual es dirigido por Ricardo Larraín, quien anteriormente trabajó con el conjunto en la grabación del álbum Esencial del año 2006. La portada es obra del destacado ilustrador Vicente Larrea (autor de múltiples carátulas del canto nuevo chileno) y ganador de un Altazor por su trabajo.
El álbum fue nominado al Grammy Latino como Mejor disco folclórico. 
Como curiosidad cabe destacar que hay canciones exclusivas de cada formato: en el CD se omite "Sensemayá (Canto para matar una culebra)" la cual abre el concierto en el DVD, mientras que en este se omite "Todos vuelven", última pista en CD.
En el año 2015 fue reeditado por el sello Plaza Independencia junto a Travesura del año 2010 y asimismo fue publicado en formato vinilo en junio de 2016, junto con Esencial e Inti-Illimani Histórico Canta a Manns.

## Lista de canciones
| N.º   | Título                                                            | Escritor(es)                     | Duración |  |
| 1.    | «Sensemayá (Canto para matar una culebra)» (No incluida en el CD) | Nicolás Guillén, Horacio Salinas |          |  |
| 2.    | «Valparaíso»                                                      | Osvaldo Rodríguez                |          |  |
| 3.    | «No me cumbén»                                                    | Popular peruana                  |          |  |
| 4.    | «Deja la vida volar»                                              | Víctor Jara                      |          |  |
| 5.    | «Darte Luz»                                                       | Elizabeth Morris                 |          |  |
| 6.    | «Fina estampa»                                                    | Chabuca Granda                   |          |  |
| 7.    | «Bailando con tu sombra» (o Alelí)                                | Víctor Heredia                   |          |  |
| 8.    | «Regresa»                                                         | Augusto Polo Campos              |          |  |
| 9.    | «Ritmos negros del Perú»                                          | Nicomedes Santa Cruz, José Seves |          |  |
| 10.   | «Inga»                                                            | Popular peruana                  |          |  |
| 11.   | «Llanto de luna»                                                  | Julio Gutiérrez                  |          |  |
| 12.   | «Arroz con concolón»                                              | Juan Criado                      |          |  |
| 13.   | «Toro mata»                                                       | Popular peruana                  |          |  |
| 14.   | «Todos vuelven» (No incluida en el DVD)                           | César Miró                       |          |  |
| 55:13 |                                                                   |                                  |          |  |

## Créditos
- Eva Ayllón
- Marco Campos

Inti-Illimani Histórico
- Horacio Salinas
- Horacio Durán
- José Seves
- Camilo Salinas
- Fernando Julio
- Danilo Donoso